# Nickolas Zukowsky
Nickolas Zukowsky (Sainte-Lucie-des-Laurentides, 3 juni 1998) is een Canadees wielrenner die anno 2023 rijdt voor Q36.5 Pro Cycling Team. In 2019 won Zukowsky de Grote Prijs van Saguenay.

## Overwinningen
2019
Jongerenklassement Ronde van de Gila
Eind-, jongeren- en puntenklassement Grote Prijs van Saguenay
Jongerenklassement Tour de Beauce
2022
Superstrijdlust Maryland Cycling Classic
2023
Canadees kampioenschap wielrennen op de weg

## Resultaten in voornaamste wedstrijden
| Jaar | Ronde van Italië | Ronde van Frankrijk | Ronde van Spanje |
| ---- | ---------------- | ------------------- | ---------------- |
| 2020 |                  |                     |                  |
| 2021 |                  |                     |                  |
| 2022 |                  |                     |                  |
| 2023 |                  |                     |                  |
| 2024 |                  |                     |                  |
| 2025 | opgave           |                     |                  |

| Jaar | Milaan-San Remo | Ronde van Vlaanderen | Parijs-Roubaix | Amstel Gold Race | Luik-Bast.‑Luik | Waalse Pijl | Parijs-Tours |  | WK op de weg |
| ---- | --------------- | -------------------- | -------------- | ---------------- | --------------- | ----------- | ------------ |  | ------------ |
| 2020 |                 |                      |                |                  |                 |             | 106e         |  |              |
| 2021 |                 |                      |                |                  |                 |             |              |  | opgave       |
| 2022 |                 |                      |                |                  |                 |             |              |  | 36e          |
| 2023 |                 | opgave               | 125e           |                  |                 |             |              |  | 40e          |
| 2024 |                 |                      |                |                  |                 |             | 123e         |  |              |
| 2025 | 71e             |                      |                | opgave           | 125e            | opgave      |              |  |              |

## Ploegen
- 2017 –  Silber Pro Cycling
- 2018 –  Silber Pro Cycling
- 2019 –  Floyd's Pro Cycling
- 2020 –  Rally Cycling
- 2021 –  Rally Cycling
- 2022 –  Human Powered Health
- 2023 –  Q36.5 Pro Cycling Team
- 2024 –  Q36.5 Pro Cycling Team
- 2025 –  Q36.5 Pro Cycling Team

Aasvold · Bassett · Brown (tot 26/6) · Carpenter · Coté · de Kleijn · de Vos · Gibson (vanaf 6/6) · Haga · Hecht · Jensen · Joyce · King · Krul · Mannion · Murphy · Rosskopf · Swirbul · Zukowsky · Chrétien (stagiair) · Double (stagiair) · Stites (stagiair)
Abreha · Badilatti · Bauer · Brambilla · Calzoni · Camprubi · Christen · Colombo · Conca · Davis · Devriendt · Donovan · Fedeli · Hagen · Howson · Ludvigsson · Małecki · Monk · Moschetti · Parisini · Puppio · Rosskopf · Sajnok · Zukowsky · Novák (stagiair)
Abreha · Azparren · Badilatti · Brambilla · Calzoni · Camprubi · Christen · Colombo (vanaf 1/8) · Conca · de la Cruz · Devriendt · Donovan · Fancellu · Frison · Hagen · Howson · Ludvigsson · Małecki · Monk · Moschetti · Nizzolo · Parisini · Rosskopf · Sajnok · Steimle · Townsend · Whelan · Zukowsky · Krijnsen (stagiair) · Sommer (stagiair)